# Peluda crestada
La peluda crestada (Arnoglossus macrolophus) és un peix teleosti de la família dels bòtids i de l'ordre dels pleuronectiformes.

## Morfologia
Pot arribar als 13 cm de llargària total.

## Distribució geogràfica
Es troba des de les costes del Golf Pèrsic i del Mar Roig, i passant pel nord de l'oceà Índic i la mar de la Xina Meridional, fins a Nova Caledònia, sud del Japó i Austràlia.